# Emeka Ifejiagwa
Emeka Ifejiagwa (Aba, 30 ottobre 1977) è un ex calciatore nigeriano, di ruolo difensore.

## Statistiche

### Cronologia presenze e reti in nazionale
| Cronologia completa delle presenze e delle reti in nazionale ― Nigeria | Cronologia completa delle presenze e delle reti in nazionale ― Nigeria | Cronologia completa delle presenze e delle reti in nazionale ― Nigeria | Cronologia completa delle presenze e delle reti in nazionale ― Nigeria | Cronologia completa delle presenze e delle reti in nazionale ― Nigeria | Cronologia completa delle presenze e delle reti in nazionale ― Nigeria | Cronologia completa delle presenze e delle reti in nazionale ― Nigeria | Cronologia completa delle presenze e delle reti in nazionale ― Nigeria |
| Data                                                                   | Città                                                                  | In casa                                                                | Risultato                                                              | Ospiti                                                                 | Competizione                                                           | Reti                                                                   | Note                                                                   |
| ---------------------------------------------------------------------- | ---------------------------------------------------------------------- | ---------------------------------------------------------------------- | ---------------------------------------------------------------------- | ---------------------------------------------------------------------- | ---------------------------------------------------------------------- | ---------------------------------------------------------------------- | ---------------------------------------------------------------------- |
| 23-1-1999                                                              | Abeokuta                                                               | Nigeria                                                                | 2 – 0                                                                  | Burundi                                                                | Qual. Coppa d'Africa 2000                                              | -                                                                      |                                                                        |
| 28-2-1999                                                              | Dakar                                                                  | Senegal                                                                | 1 – 1                                                                  | Nigeria                                                                | Qual. Coppa d'Africa 2000                                              | -                                                                      |                                                                        |
| 13-11-1999                                                             | Kilkis                                                                 | Grecia                                                                 | 2 – 0                                                                  | Nigeria                                                                | Amichevole                                                             | -                                                                      | ?’                                                                     |
| 11-3-2001                                                              | Accra                                                                  | Ghana                                                                  | 0 – 0                                                                  | Nigeria                                                                | Qual. Mondiali 2002                                                    | -                                                                      |                                                                        |
| 24-3-2001                                                              | Chingola                                                               | Zambia                                                                 | 1 – 1                                                                  | Nigeria                                                                | Qual. Coppa d'Africa 2002                                              | -                                                                      |                                                                        |
| 21-4-2001                                                              | Freetown                                                               | Sierra Leone                                                           | 1 – 0                                                                  | Nigeria                                                                | Qual. Mondiali 2002                                                    | -                                                                      | 70’                                                                    |
| 5-5-2001                                                               | Port Harcourt                                                          | Nigeria                                                                | 2 – 0                                                                  | Liberia                                                                | Qual. Mondiali 2002                                                    | -                                                                      | 80’                                                                    |
| 12-1-2002                                                              | Bouaké                                                                 | Costa d'Avorio                                                         | 1 – 1                                                                  | Nigeria                                                                | Amichevole                                                             | -                                                                      |                                                                        |
| 26-3-2002                                                              | Londra                                                                 | Nigeria                                                                | 1 – 1                                                                  | Paraguay                                                               | Amichevole                                                             | -                                                                      | 71’                                                                    |
| 17-4-2002                                                              | Aberdeen                                                               | Scozia                                                                 | 1 – 2                                                                  | Nigeria                                                                | Amichevole                                                             | -                                                                      | 85’                                                                    |
| Totale                                                                 |                                                                        | Presenze                                                               | 10                                                                     |                                                                        | Reti                                                                   | 0                                                                      |                                                                        |